# آری‌لی (پوسوف)
آری‌لی (به ترکی استانبولی: Arılı) یک منطقهٔ مسکونی در ترکیه است که در پوسوف واقع شده‌است.